# Lea Marston
Lea Marston – wieś w Anglii, w hrabstwie Warwickshire, w dystrykcie North Warwickshire. Leży 30 km na północ od miasta Warwick i 157 km na północny zachód od Londynu.